# Diego Medeiros
Diego Luiz de Siqueira Medeiros, noto semplicemente come Diego Medeiros (Lorena, 28 marzo 1993), è un ex calciatore brasiliano, di ruolo centrocampista.

## Palmarès

### Club

#### Competizioni nazionali
- Segunda Liga: 1

Nacional: 2017-2018